# Machairodus
O Machairodus é um gênero de grandes felinos pré-históricos da subfamília Machairodontinae que viveram na Europa, Ásia, África e América do Norte desde o final do Mioceno até o Pleistoceno médio, e cujos membros são popularmente conhecidos como dentes de sabre, que é uma referência ao seus grandes caninos.

## Descrição

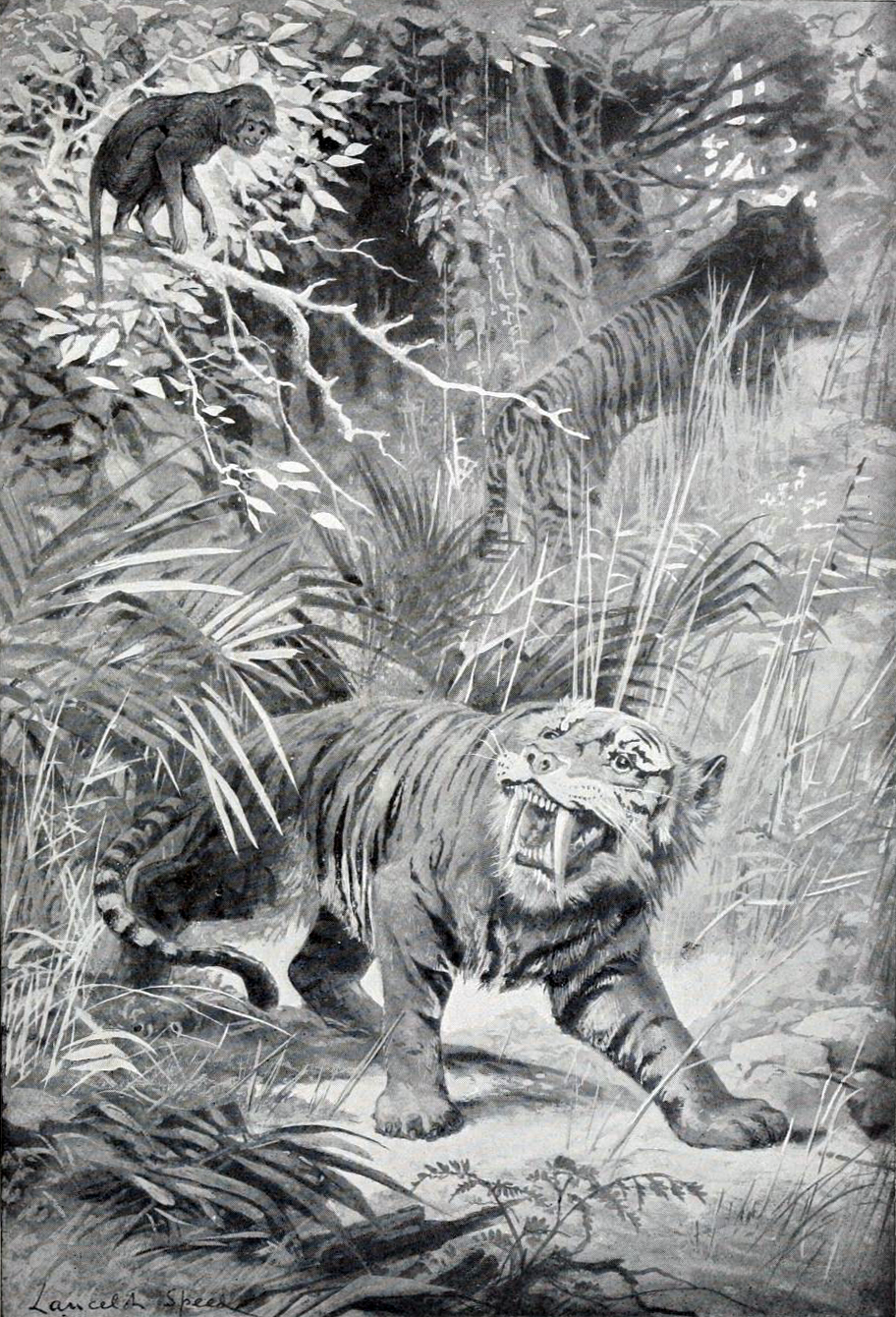
representação artística de um Machairodus feita em 1905 por Lancelot Speed, que mostra listras semelhantes a de um tigre.

Inicialmente acreditava-se que o machairodus era de tamanho semelhante a um leão moderno, com cerca de 1 metro de altura no ombro, porém estimativas recentes com base em analises de fosseis da espécie machairodus coloradensis sugeriu um tamanho muito maior com 1,20 m de altura no ombro e pesando 404,6 kg, de acordo com reconstruções esqueléticas, se está estimativa estiver correta a espécie pode ter sido um dos maiores felinos que já viveu e de porte comparável ao de um Smilodon. O machairodus possuía também o maior crânio entre os membros da subfamília machairodontinae, com mais de 16 polegadas de comprimento.
O crânio do Machairodus era visivelmente mais estreito se comparado com os crânios de grandes felinos modernos do gênero panthera, e as órbitas eram relativamente pequenas. Os caninos eram longos, finos e achatados de lado a lado, mais largos de frente para trás como a lâmina de uma faca, e semelhantes aos do Homotherium. As bordas dianteiras e traseiras dos caninos eram serrilhadas quando cresciam pela primeira vez, mas estas se desgastavam nos primeiros anos de vida do animal.
O machairodus tinha cerca de 2 metros de comprimento e provavelmente era um predador de emboscada e vista de que suas pernas eram muito curtas para permitir que o animal realiza-se perseguições de longas distancias, então provavelmente era um bom saltador, e usava seus longos caninos para rasgar a garganta de suas presas. Os dentes estavam enraizados na boca e não eram muito delicados, ao contrario da maioria dos dentes de sabre da época, que tinham caninos extremamente longos e frágeis que ficavam para fora da boca, as presas do machairodus eram menores e conseguiam se encaixar mais facilmente em sua mandíbula, mais ainda sim eram longas e excelentes armas de caça. Apesar de seu grande tamanho, o machairodus provavelmente predava presas menores do que o smilodon, como é evidenciado pelo tamanho da abertura da mandíbula de 70 graus, semelhante a de um leão moderno.

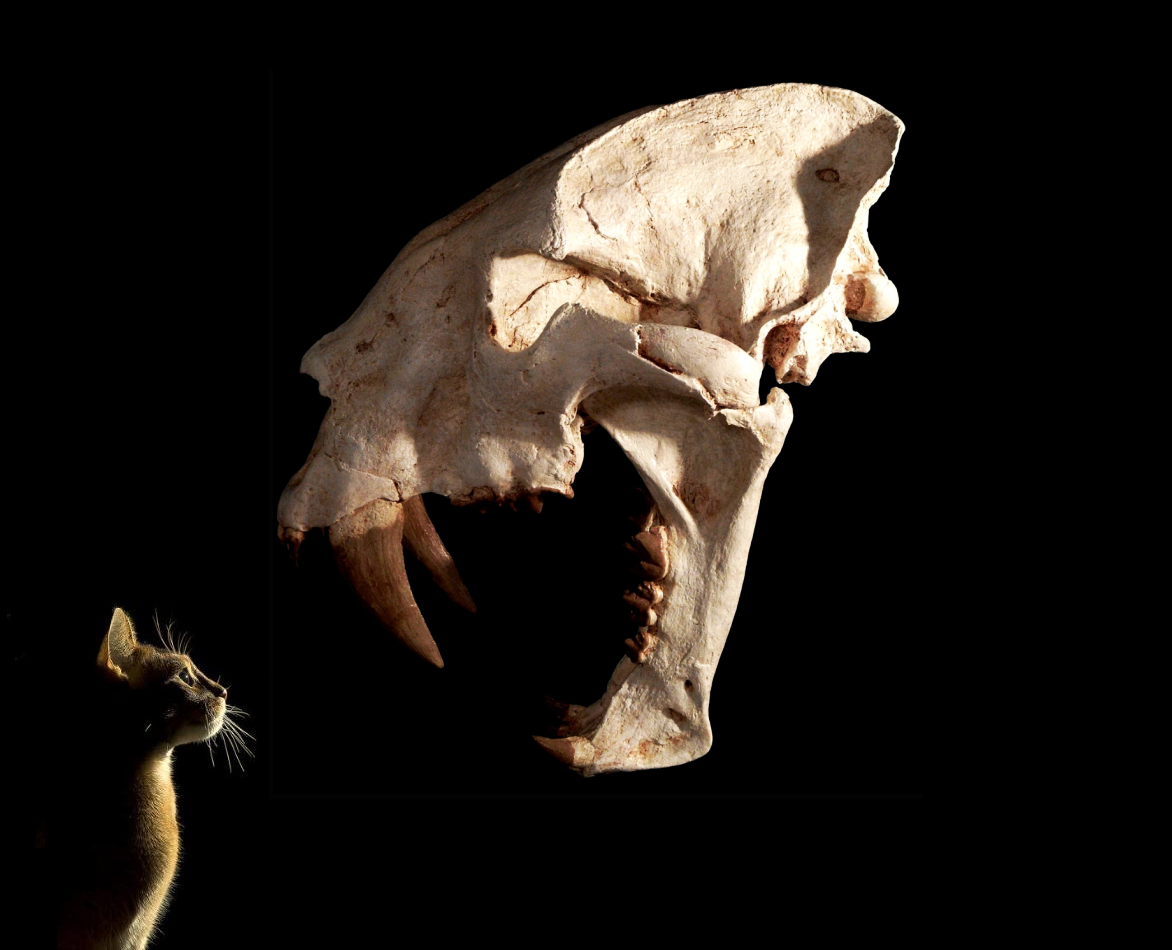
crânio de um machairodus giganteus em comparação com seu parente moderno o gato doméstico (felis catus)

## Comportamento e ecologia
O machairodus parecia preferir habitats abertos como savanas e pastagens ao invés de florestas, como é evidenciado pelo local em que os fosseis foram encontrados. Como um grande e poderoso predador, provavelmente teria caçado grandes herbívoros da época. Esses herbívoros teria incluído cavalos como o hipparion, o rinoceronte sem chifres aceratherium, mastodontes, gonphotherium, girafas, antílopes entre outros, e provavelmente competiu por essas presas com outros carnívoros da época como o urso indarctos e outros felinos machairodontineos.

## Patologia
Fosseis recuperados da espécie machairodus amphanistus mostram um grandes número de dentes quebrados, indicando que ao contrário de outros dentes de sabre, devido à falta de incisivos proeminentes, o machairodus costumava usar seus sabres para subjugar suas presas de maneira semelhante aos felinos modernos; Esta era uma estratégia mais arriscada que praticamente contribui para os danos frequentes em seus dentes.